# Pernil ibèric

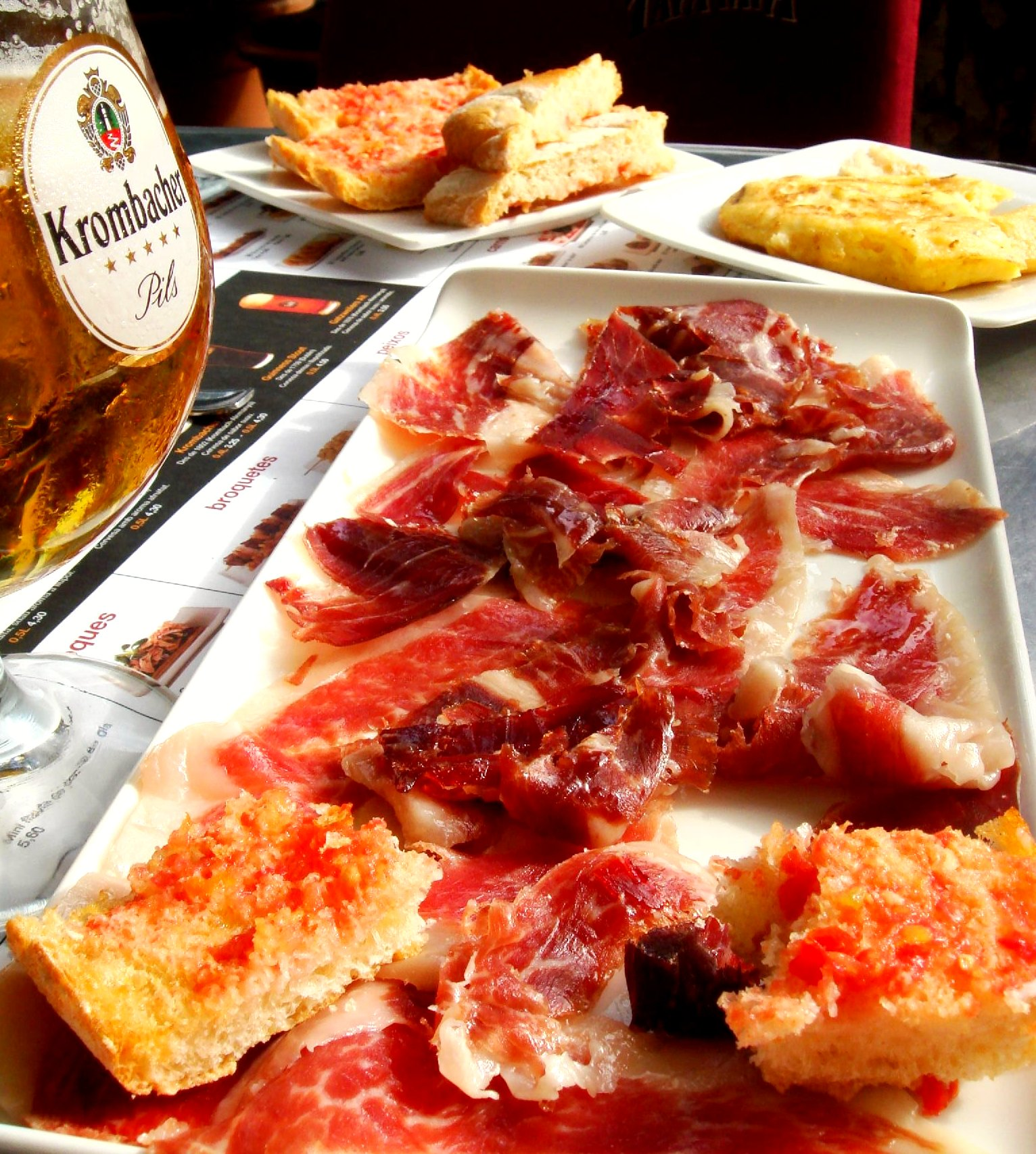
Pernil ibèric al Passeig de Gràcia, Barcelona

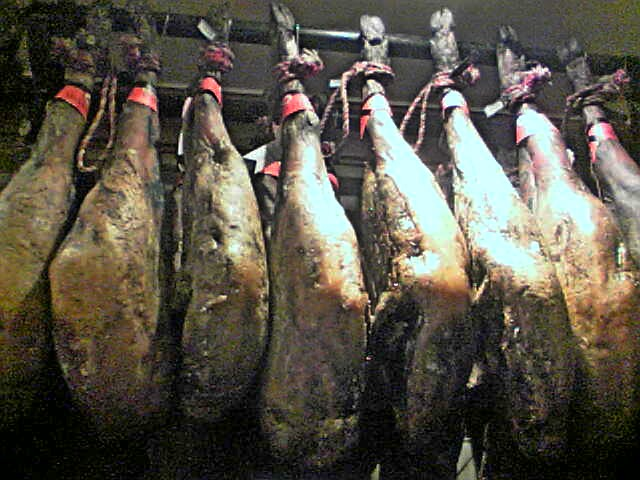
Sistema comú d'emmagatzematge de pernils ibèrics

El pernil ibèric o cuixot ibèric, també anomenat pata negra, és un tipus de pernil adobat produït principalment a Espanya però també a Portugal. Es basa en el porc ibèric que també s'anomena pata negra (pota negra). Segons les noves normes de la denominació d'origen espanyola del 2014, el pernil ibèric es fa, segons el nivell de qualitat, amb porcs 100% ibèrics o amb creuaments de porcs, en qualsevol cas, l'etiqueta ha d'indicar el tipus de porc.

## Producció
El porc negre ibèric viu principalment al sud i sud-oest d'Espanya inloent les províncies de Salamanca, Ciudad Real, Càceres, Badajoz, Sevilla, Còrdova i Huelva. També viu al sud-est de Portugal (Barrancos), on rep el nom de porco de raça alentejana.
Després de deslletar-los, els porcells s'engreixen amb ordi i blat de moro durant algunes setmanes. Després es deixa pasturar els porcs en alzinars i rouredes de fulla petita o, més típicament, a deveses amb aquests arbres, on s'alimenten dels aglans, arrels i herbes i altres coses que troben fins a ser sacrificats a l'escorxador. En els darrers dies de la seva vida s'alimenten estrictament d'aglans per assegurar la millor qualitat del pernil o bé d'una barreja de pinso comercial i aglans, que dona una qualitat inferior.
Els pernils dels porcs sacrificats es salen i es deixen assecar durant dues setmanes i després s'esbandeixen i es deixen assecar durant quatre o sis setmanes més. El procés d'adobament necessita com a mínim dotze mesos però molt s'estan fins a 48 mesos. Es consideren de gran qualitat els pernils ibèrics de Guijuelo a la província de Salamanca i sobretot el de Jabugo a la província de Huelva i cadascun d'ells té la seva pròpia denominació d'origen.
El pernil ibèric representa 8% de la producció de pernil adobat a Espanya i resulta força car, uns 50 euros per quilo per la qualitat més baixa fins a 120 euros per quilo per la superior. El 2015 va ser un any excel·lent per a les exportacions de pernil ibèric, amb un creixement de 25% en total unes 20 mil tones, majoritàriament vers països de la Unió Europea.

## Tipus

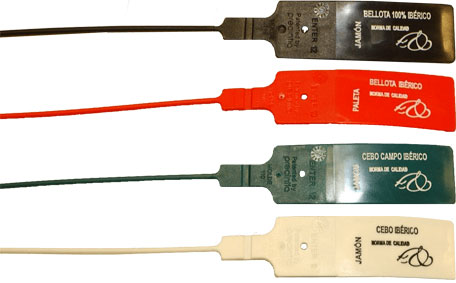
Les quatres categories de qualitat

S'etiqueten quatre tipus, segons la dieta del porc, l'alimentació amb glans és la més desitjable.
- El millor pernil ibèric és l'anomenat d'aglà 100% (Jamón de Bellota 100% ibérico). Des del 2014 és l'únic que pot portar l'etiqueta «pata negra». Aquests porcs es crien en llibertat i s'alimenten a la devesa i al final de la seva vida només mengen aglans, plantes i herbes aromàtiques naturals. S'adoba durant 36 mesos. Per la dieta amb aglans, gran part del greix del pernil ibèric és àcid oleic que és un greix monoinsaturat amb menys colesterol «dolent» LDL i més del saludable HDL. Té més greix i, per tant, més gust que el pernil serrà convencional.
- El segon és pernil d'aglà ibèric (Jamón de Bellota Ibérico), amb etiqueta vermella. Els porcs es crien en les mateixes condicions que els primers, però no són 100% de raça ibèrica.
- El tercer grau és el pernil d'enceball (Jamón de Cebo de Campo Ibérico). Els porcs s'alimenten de la combinació de glans, plantes aromàtiques i de pinso. Poden ser 100%, 75% o 50% ibèrics, etiqueta verda.
- El quarter tipus és el pernil ibèric d'engreix (Jamón de Cebo Ibérico ) o simplement pernil ibèric (jamón ibérico). Els porcs s'alimenten només de pinso i de verdura, viuen en estables i són de cultura intensiva. Poden ser 100%, 75% o 50% ibèrics, etiqueta blanca.